# Mogens Camre
Mogens Niels Juel Camre (født 29. marts 1936 i Vorup ved Randers, død 5. december 2016) var en dansk politiker og forfatter, forhenværende Socialdemokrat, for hvilket parti han sad i Folketinget 1968-1987, og medlem af Dansk Folkeparti (DF), for hvilket han sad i Europa-Parlamentet 1999-2009, samt i Folketinget i 2007 i tre dage. Ved kommunalvalget i 2013 blev han indvalgt i Gladsaxe Byråd for DF. Han gjorde sig bemærket for sine offentlige udtalelser om islam.

## Baggrund
Mogens Camre blev født i Randers-bydelen Vorup som søn af fabrikant Sigfred Niels Juel Camre og hustru Carna. Han var storebror til filmfotograf Henning Camre.
Camre blev student fra Randers Statsskole i 1954 og var elev i toldvæsnet fra 1956 til 1957. Fra 1958 til 1960 var han økonom i United Shoe Machinery Company, og i 1961 tog han en HD i regnskabsvæsen fra Handelshøjskolen i København. Fra 1960 til 1966 var han økonom i Dansk Unilever A/S. Han blev cand.polit. fra Københavns Universitet i 1967 med årets højeste karaktergennemsnit.
I forbindelse med en indrejse i Københavns Lufthavn i 1972 fandt toldere i kontrollen en pistol og ammunition hos Camre, hvilket resulterede i ophævelse af hans parlamentarisk immunitet og idømmelse af bøde for overtrædelse af våbenloven på 1.000 kroner.

### Erhvervskarriere
Camre var fra 1982 til 1992 bestyrelsesformand for KTAS og fra 1995 til 1999 budgetråd ved Danmarks Faste Repræsentation ved Den Europæiske Union (EU-ambassaden) i Bruxelles. Han havde også været ansat i Finansministeriet. Camre var bestyrelsesformand i flere private erhvervsvirksomheder.

## Politisk karriere
Mellem 1963 til 1967 var Mogens Camre lokalformand i København for den socialdemokratiske studenterorganisation Frit Forum, fra 1967 og til året efter var han landsformand for studenterorganisationen. Formandsposten for Frit Forum beholdt Camre, dog kun til han blev medlem af Folketinget for Socialdemokratiet, hvilket han var i perioden 1968 til 1987, samt en kort periode i 1989 som afløser for en anden socialdemokrat. Som medlem af Folketinget var Camre formand for Folketingets Miljø- og Planlægningsudvalg 1978-1981, samt næstformand for Folketingets Markedsudvalg 1981-1982 og for Folketingets Finansudvalg 1985-1987.
I forbindelse med perioden i Folketinget for Socialdemokraterne var Camre medlem af partiets hovedbestyrelse mellem 1967 til 1968, medlem af bestyrelsen for hovedstadsområdet i 1962-1966 og 1968-1987, og med i bestyrelsen for folketingsgruppen mellem 1981-1987. Udover tillidsposter indenfor Socialdemokratiet var Camre i samme periode medlem af forretningsudvalget for LO fra 1981 til 1982 og for Arbejderbevægelsens Erhvervsråd fra 1981 til 1982. Camre var Socialdemokratisk finanspolitiske ordfører fra 1978 til 1987 og politisk ordfører fra 1981 til 1982.
I marts 1999 meldte Mogens Camre sig ud af Socialdemokraterne, i samme måned blev han medlem af Dansk Folkeparti, som han samme år stillede op til Europa-Parlamentet for. Camre blev valgt og var mellem 1999 og 2009 medlem af Europa-parlamentet; han var næstformand i gruppen Union for Nationernes Europa i samme periode som han var medlem af Parlamentet.
Ved folketingsvalget i 2007 opnåede han valg for Dansk Folkeparti, men allerede dagen efter meddelte han, at han ville nedlægge sit mandat for at hellige sig arbejdet i Europa-Parlamentet. Ved kommunalvalget i 2013 blev han indvalgt i Gladsaxe Byråd for Dansk Folkeparti. Udover det politiske arbejde for Danske Folkeparti, tiltrådte Camre i 2015 som bestyrelsesmedlem i Den Danske Forening.
I september 2016 blev Mogens Camre sygemeldt og fik orlov fra Gladsaxe byråd, da han led af den sjældne nervecellesygdom ALS - amyotrofisk lateral sklerose. Camres helbred blev herfra hurtigt forværret, indtil han døde d. 5. december samme år, som følge af komplikationer af sygdommen, på Sankt Lukas Hospice i Hellerup.

### Forhold til islam
Mogens Camre gjorde sig flere gange offentlig bemærket med forskellige udtalelser eller skriverier om islam og muslimer, hvoraf enkelte førte til sigtelse. I 2002 blev Camre sigtet for overtrædelse af Straffelovens paragraf 266b (racismeparagraffen) under den skærpede stk. 2, der omhandler propagandavirksomhed. Dette for sine udtalelser under Dansk Folkepartis årsmøde d. 16.9.2001. I Camres presseuddelte manuskript stod: "Alle Vestens lande er infiltreret af muslimerne - nogle af dem taler pænt til os, mens de venter på at blive nok til at slå os ihjel." Camre valgte dog på talerstolen at ændre "slå os ihjel" til "få os fjernet". For at kunne rejse tiltale, skulle anklagemyndigheden have ophævet Camres parlamentariske immunitet, som medlem af Europa-Parlamentet. Retsudvalget indstillede imidlertid enstemmigt at afvise anklagemyndighedens krav i juni 2003, og Europaparlamentet fulgte indstillingen. Med stort flertal afviste Europa-Parlamentet at hæve hans immunitet. Camre nægtede selv at anmode om at få sin immunitet ophævet, idet han hævdede, at immuniteten beskyttede ham mod politisk magtmisbrug fra "en socialdemokratisk rigsadvokat".
Andre gange gjorde Camre sig bemærket med blandt andet flere udtalelser; fra 2006 "Forestillingen om 'fornuftige muslimer', der støtter demokrati og menneskerettigheder, er en illusion", i 2007 for udtalelsen om politikeren Naser Khader "Naser Khader er en araber med tæppehandlerlogik, der sammen med en flok amatører ønsker at lukke op for asylstrømmen", og samme år i 2007 om Asmaa Abdol-Hamid "Det er en syg idé og helt naturstridigt, at en fundamentalist med tørklæde skal være medlem af vores demokratiske parlament. Hun trænger til psykiatrisk behandling. Man må jo behandle den slags mennesker. Det er nogle hjernevaskede små stakler, som går med tørklæder. Skik følge eller land fly, så simpelt er det. Jo før hun rejser, jo bedre".

#### Twitter-sagen
I juli 2014 blev Camre igen anmeldt for racisme, da han på sin twitter-profil den 24. juli havde skrevet "Om jødernes situation i Europa: Muslimerne fortsætter, hvor Hitler sluttede. Kun den behandling, Hitler fik, vil ændre situationen", Camre forklarede imod racisme anklagen til medier med at han mente "jihadister" og ikke alle muslimer, men det var der ikke plads til at uddybde i tweetet, han henviste også til at han tog udgangspunkt i udtalelser af Israels ambassadør i Tyskland, som ville gøre opmærksom på, at jøder i det meste af Europa blev forfulgt og dræbt af muslimer på grund af Den israelsk-palæstinensiske konflikt.
Tirsdag den 18. august 2015 blev Camre med dommerstemmerne 2-1 dømt i Glostrup byret for at have overtrådt racismeparagraffen på baggrund af hans Tweet, straffen var 10 dagbøder af 800 kroner. Camre ankede dommen på stedet. Efter dommen udtalte Søren Espersen, at dommen ikke ville få konsekvenser for Mogens Camres medlemskab af Dansk Folkeparti.
I dokumentarfilmen 20 år med Dansk Folkeparti udtalte Pia Kjærsgaard sig om sagen: "Mit indtryk, nu sidder jeg ikke selv i ledelsen, men at han skal ikke gøre det igen; så er han ikke længere medlem". Som reaktion herpå udtalte Mogens Camre til DR: "Det er en besynderlig trussel. Hvis Pia Kjærsgaard føler behov for at ekskludere mig, så skal hun bare gøre det". "Det får mig til at bekymre mig for, at partiet forfølger en linje, hvor meningen med partiet forsvinder" fortsatte han.
Landsretten stadfæstede den 1. februar 2016 enstemmigt dommen.

### Forfattet
- Grækenland, Kongeligt Diktatur eller Folkestyre (1967)
- Danmark ved en Korsvej (1996)
- Frihedens Land: Europa, Danmark og Truslen mod Folkestyret (2006); engelsk udgave, Land of Liberty (2007);
I bogen gennemgår Camre i hovedtræk det danske samfunds udvikling siden 2. verdenskrig og analyserer i sin gennemgang truslerne imod det danske folkestyre dels på grund af EU’s forsøg på at opnå et europæisk magtmonopol og dels på grund af den voldsomme indvandring fra den 3. verden.[kilde mangler]
- 1400 års krigen (sammen med Lars Hedegaard), (2009)
- Knus tyrannerne, Erindringer og selvbiografi (2011)
- Den forbudte sandhed (sammen med Lars Hedegaard), (2013)
- Der var et yndigt land (sammen med Lars Hedegaard og Ole Hasselbalch), (2014)

### Medforfatter eller redaktør
- Forud for Fremtiden, Oplæg til Målsætning for det nye Samfund (1965)
- Studenter under rødt Flag (1980)
- Socialdemokratiet, hvilken fremtid? (1981)
- Økonomi for Fremtiden (1985)
- Teknologi for Fremtiden (1986)
- Er det virkeligt sandt? (1988)

## Privat
Mogens Camre havde tre børn med sin første kone, Marianne Camre, tre børn med sin anden kone, forfatteren Vita Andersen, og et barn med sin tredje kone, operasangerinden, cand. jur. Lene Tychsen Camre, der var 38 år yngre end Camre selv.